# Pico de El-Rei
O Pico de El-Rei é uma elevação portuguesa localizada na ilha de São Miguel, arquipélago dos Açores.
Este acidente geológico tem o seu ponto mais elevado a 674 metros de altitude acima do nível do mar e encontra-se nas suas proximidades o Pico Meirinho o Pico das Três Lagoas e a Lagoa do Congro. Nas suas encostas tem origem várias das ribeiras que alimentam a Lagoa do Congro bem a Ribeira das Patas, a Ribeira da Vida e a Ribeira das Tainhas.